# Marlène Rabaud
Marlène Rabaud est une journaliste et réalisatrice de documentaires française. Elle est lauréate du prix Albert-Londres en 2019 pour son film Congo Lucha. Prix qu'elle a partagé avec Arnaud Zajtman, producteur et co-auteur du film.

## Biographie
Marlène Rabaud est diplômée de l’École des Beaux-Arts de Rennes en 2001 et du Studio National des Arts Contemporains Le Fresnoy, à Tourcoing en  2003,.
Marlène Rabaud commence sa carrière en République Démocratique du Congo (RDC) où elle rencontre en 2005 Arnaud Zajtman. Ils réalisent ensemble des reportages pour la RTBF, France 24, TV5 Monde et la BBC et couvrent notamment la guerre dans l’est de la RDC, autour de cette ville de Goma et la présidence de Joseph Kabila. Elle apporte ses qualités d’autrice et lui l’expertise journalistique.
En 2010, après deux documentaires Kafka au Congo et Meurtre à Kinshasa, sur l'assassinat de l'ancien Président Laurent-Désiré Kabila, ils décident de rentrer en Belgique, inquiets pour leur sécurité. Ils créent la société de production Esprit libre à Bruxelles en 2011 d’où ils réalisent deux autres documentaires : Adieu l'enfer et Caravane Touareg.

### Congo Lucha
Marlène Rabaud décide de retourner en RDC après avoir vu la photo de Rebecca Kabugho, jeune activiste politique congolaise, membre de Lutte pour le changement (la Lucha) et arrêtée en février 2016. Pendant près de trois ans, elle suit au plus près le combat des jeunes de La Lucha contre le maintien au pouvoir de Joseph Kabila et pour la tenue d’élections.
Congo Lucha, le premier film qu'elle réalise seule est diffusé en décembre 2018 sur la RTBF et la BBC. Il est récompensé en 2019 par le prix spécial du jury et le prix du public du Figra. Marlène Rabaud reçoit la même année le prix Albert-Londres de l'audiovisuel. Le jury salue « un film courageux, chaleureux et rare ; une caméra tenue à hauteur humaine ; un ton juste et sobre, à mille lieues de tout formatage. »

## Filmographie

### Documentaires
- 2010 : Kafka au Congo, réalisé avec Arnaud Zajtman, Eklektik Productions[8]
- 2011 : Meurtre à Kinshasa - Qui a tué Laurent-Désiré Kabila ?, réalisé avec Arnaud Zajtman, Entre Chien et Loup - Solférino Productions[9],[10]
- 2012 : Adieu l'enfer, réalisé avec Arnaud Zajtman, Esprit Libre Production, Arte GEIE, Aljazeera[11]
- 2016 : Caravane Touareg, réalisé avec Arnaud Zajtman, production Esprit libre[12]
- 2018 : Congo Lucha, production Esprit libre Production, avec la participation de Tita Productions[13]

### Courts métrages
- 1998 : La colonie pénitentiaire, fiction adaptée de nouvelles de Franz Kafka
- 1999 : Le Terrier, fiction adaptée de nouvelles de Franz Kafka
- 2002 : Dernières Visites avant travaux, production Le Fresnoy - Studio national des arts contemporains[14]
- 2003 : Le château du Congo, production Le Fresnoy - Studio national des arts contemporains

## Récompenses et distinctions
- Prix Albert-Londres de l’audiovisuel 2019 pour Congo Lucha[6]
- Prix du public et le Prix spécial du jury du Figra 2019 dans la compétition internationale des plus de 40 minutes[15]